# UFC Live: Kongo vs. Barry
UFC Live: Kongo vs. Barry, è stato un evento di arti marziali miste tenuto dalla Ultimate Fighting Championship il 26 giugno 2011 al Consol Energy Center di Pittsburgh, negli Stati Uniti.

## Risultati
|                             | Divisione       |                   |                 |                     | Metodo                                  | Round           | Tempo           | Premio |
| Card Principale             | Card Principale | Card Principale   | Card Principale | Card Principale     | Card Principale                         | Card Principale | Card Principale | Card Principale |
| --------------------------- | --------------- | ----------------- | --------------- | ------------------- | --------------------------------------- | --------------- | --------------- | --- |
|                             | Pesi massimi    | Cheick Kongo      | batte           | Pat Barry           | KO (pugno)                              | 1               | 2:39            | KOTN |
|                             | Pesi welter     | Charlie Brenneman | batte           | Rick Story          | Decisione unanime (29-28, 29-28, 29-28) | 3               | 5:00            | |
|                             | Pesi welter     | Matt Brown        | batte           | John Howard         | Decisione unanime (29-28, 29-28, 29-28) | 3               | 5:00            | |
|                             | Pesi massimi    | Matt Mitrione     | batte           | Christian Morecraft | KO (pugni)                              | 2               | 4:28            | |
| Card Preliminare (Facebook) |                 |                   |                 |                     |                                         |                 |                 | |
|                             | Pesi piuma      | Tyson Griffin     | batte           | Manvel Gamburyan    | Decisione unanime (29-28, 29-28, 29-28) | 3               | 5:00            | |
|                             | Pesi piuma      | Javier Vazquez    | batte           | Joe Stevenson       | Decisione unanime (30-27, 29-28, 30-27) | 3               | 5:00            | |
|                             | Pesi leggeri    | Joe Lauzon        | batte           | Curt Warburton      | Sottomissione (kimura)                  | 1               | 1:58            | SOTN |
|                             | Pesi welter     | Rich Attonito     | batte           | Daniel Roberts      | Decisione unanime (29-27, 30-27, 29-28) | 3               | 5:00            | |
|                             | Pesi leggeri    | Charles Oliveira  | vs.             | Nik Lentz           | No Contest                              | 2               | 1:48            | Inizialmente vittoria per sottomissione (rear naked choke) per Oliveira. Risultato ribaltato a causa di una ginocchiata illegale di Oliveira. FOTN |
|                             | Pesi piuma      | Ricardo Lamas     | batte           | Matt Grice          | KO tecnico (calcio alla testa e pugni)  | 1               | 4:41            | |
|                             | Pesi leggeri    | Michael Johnson   | batte           | Edward Faaloloto    | KO tecnico (pugni)                      | 1               | 4:42            | |

## Premi
I lottatori premiati ricevettero un bonus di 50.000 dollari.
Legenda:
- FOTN: Fight of the Night (vengono premiati entrambi gli atleti per il miglior incontro dell'evento)
- KOTN: Knockout of the Night (viene premiato il vincitore per il migliore vittoria per KO dell'evento)
- SOTN: Submission of the Night (viene premiato il vincitore per la migliore vittoria per sottomissione dell'evento)